# Большая Кибья
Большая Кибья (удм. Кибъя) — село в Можгинском районе Удмуртии Российской Федерации. . Административный центр муниципального образования «Большекибьинское». Население  — 589 человек (2012)

## Название
В дореволюционных источниках упоминается как  Большая Кибья (Кибья, Троицкое, Шурсан, Сарсан-Копни). По названию села названы административно-территориальные единицы Больше-Кибьинская волость, Большекибьинский сельсовет Большекибьинское. 

## География
Село располагается в юго-восточной части района, на реке Сарсак в 36 км от Можги.

## Уличная сеть
Осевая доминанта села — улица Советская.
Всего в селе одиннадцать именных улиц —  Берёзовая, Копкинская, Ленина, Лесная, Молодёжная, Нагорная, Полевая, Садовая, Советская, Труда, Школьная.

## История
Судя по материалам Удмуртской археологической экспедиции 1965 года, деревня Большая Кибья появилась в XVII веке, тогда она состояла из двух деревень: Шурсак-Кибья (Сарсак-Кибья) и Шаршак-Копка.
До упразднения уездно-губернского деления волостной центр Больше-Кибьинской волости в составе Елабужского уезда Вятской губернии (1859-1921), с 1921 по 1929 годы — Можгинского уезда Вотской АО.  

## Население
| 2008 | 2010 | 2012 |
| ---- | ---- | ---- |
| 699  | ↘607 | ↘589 |

## Инфраструктура
Личное подсобное хозяйство с зоной сельскохозяйственного использования, индивидуальная застройка усадебного типа.
Основа экономики — сельское хозяйство.
- Средняя школа;
- Детский сад;
- Большекибьинская больница.

## Транспорт
Автобусное сообщение с райцентром.